# Patricia Maldonado (escritora)
Patricia Maldonado (n. 12 de junio de 1956, São Paulo, Brasil) es una escritora brasileña nacionalizada argentina, que escribe guiones para famosas series de televisión tales como Chiquititas, Verano del '98, Rebelde Way, Floricienta, etc.

## Filmografía

### Guionista
Tiene dos hijos, Lucia, y Manuel.
Empieza su carrera de guionista en el año 1991 escribiendo el guion de Grande Pa, hasta el 1994. El año siguiente es autora de la primera temporada de Chiquititas junto a Gustavo Barrios. En la segunda temporada en 1996, por problemas con la producción deja el proyecto para tomarlo de vuelta en la tercera, en 1997 hasta la séptima y última temporada en 2001. 
En 1998 es autora de la trama de la primera temporada y del guion del los primeros 21 capítulos de Verano del '98, y cuando Cris deja el proyecto para dedicarse solamente a Chiquititas, ella también lo abandona. Luego continúa trabajando como autora para Cris Morena en Rebelde Way, en 2002 y 2003. En ese mismo año es coordinadora autoral de Rincón de Luz, trabajando así en ambos los proyectos de Morena. 
Mientras estaba escribiendo el final de Rebelde Way, Cris Morena le pide escribir un programa con una historia más "blanca", más "light" alejada de las controversias que suscitaron Chiquititas y Rebelde Way. Como resultado de ese pedido escribió  Floricienta. Como ella estaba escribiendo el final de Rebelde Way, los libros estuvieron a cargo de Gabriela Fiore y Solange Keoleyan, siendo Patricia Maldonado la ideatora y autora de la trama, y Gabriela Fiore junto a Solange Keoleyan las autoras de los libros en la primera temporada, y solo estas últimas en la segunda temporada. Este es su último proyecto junto a Cris Morena. En 2005 es autora de La ley del silencio. Después escribió guiones para Champs 12, Candela, Kally's Mashup y Go! Vive a tu manera, quedándose siempre en la franja de edad de los niños y adolescentes. Es famosa para ser la autora de la mayoría de los proyectos de Cris, todos altamente exitosos y recordados.

#### Televisión
- ¡Grande, Pa! (1991–1994)
- Chiquititas (1995, 1997 - 2001)
- Verano del '98 (1998)
- Luna salvaje (2001)
- Rebelde way (2002–2003)
- Rincon de Luz  (2003), coordinadora autoral
- Floricienta  (2004)
- La Ley del silencio (2005)
- Champs 12 (2009)
- Dance! (2011)
- Candela  (2014)
- Kally's Mashup (2017-2019)
- Go! Vive a tu manera  (2019)